# Siegrid Reintsch
Siegrid Reintsch, geborene Röhl, (* 18. September 1955) ist eine deutsche Schauspielerin.

## Leben
Siegrid Reintsch ist die Schwester der Schauspielerin Bärbel Röhl, deren beide Töchter Katja Frenzel und Anna Frenzel-Röhl ebenfalls Schauspielerinnen sind. Sie ist mit dem Schauspieler Hans-Otto Reintsch verheiratet. Ihre beiden Kinder Fridolin Richter und Henriette Richter-Röhl ergriffen später ebenfalls den Schauspielberuf. Sie lebt in Berlin.
Siegrid Reintsch wuchs in Waren (Müritz) auf und erlernte nach dem Schulabschluss den Beruf einer Bekleidungsfacharbeiterin. Anschließend widmete sie sich dem Puppenspiel in Gera, woran sich eine professionelle Schauspielausbildung an der Schauspielschule Rostock anschloss. Ab 1979 wirkte sie als Schauspielerin vor der Kamera in mehreren Filmen und Fernsehserien mit, darunter auch in einigen DEFA-Filmen und in Serien des Deutschen Fernsehfunks. Sie wirkte als Bühnendarstellerin an verschiedenen Theaterhäusern in mehreren Theaterstücken und Musicals mit.

## Filmografie (Auswahl)
- 1979: P.S.
- 1982: Der Staatsanwalt hat das Wort: Die Wette
- 1983: Bühne frei (Fernsehserie, 1 Folge)
- 1987: Kindheit
- 1988: Ich liebe dich – April! April!
- 1988: Felix und der Wolf
- 1989: Polizeiruf 110: Gestohlenes Glück
- 2015: Aureole (Kurzfilm)